# Avitta quadrilinea
Avitta quadrilinea är en fjärilsart som beskrevs av Walker 1864. Avitta quadrilinea ingår i släktet Avitta och familjen nattflyn. Inga underarter finns listade i Catalogue of Life.